# 仿夜舟蛾属
仿夜舟蛾属为舟蛾科的一个属，分布於中國南部、臺灣、中南半島北部，以及蘇門答臘。本屬前翅略為寬圓，雜有許多黃色與黑褐色縱向斑暈，雄性第八節腹板中段顯著內凹，生殖器的爪狀突（uncus）粗大，抱器瓣（valva）端部呈球拍狀擴大。

## 物种
- Pseudosomera inexpecta Schintlmeister, 1989
- 金絲舟蛾 Pseudosomera noctuiformis Bender & Steiniger, 1984
- 悦夙舟蛾 Pseudosomera optata (Schintlmeister, 1997)